# قل حسن
قل‌ حسن هي قرية في مقاطعة مياندوآب، إيران. يقدر عدد سكانها بـ 660 نسمة بحسب إحصاء 2016.